# Damalis fusca
Damalis fusca är en tvåvingeart som beskrevs av Walker 1849. Damalis fusca ingår i släktet Damalis och familjen rovflugor. Inga underarter finns listade i Catalogue of Life.